# Schaan
Schaan er den største kommune i Liechtenstein. Den er placeret i den nordlige del af landet i Rhindalen. Kommunen afgrænses mod nord af hovedstadskommunen Vaduz. 
Schaan har fire eksklaver i Liechtenstein.
I 2005 var indbyggertallet 5.806, og arealet er på 26.8 km². Kommunen rummer blandt andet en del bjerge og skov.

## Erhvervsliv
Den største virksomhed i Schaan er slagboremaskinefabriken Hilti, der blev etableret i 1941 af brødrene Hilti.